# Nicolas de Scharnachthal
Nicolas de Scharnachthal (en allemand Niklaus von Scharnachthal), né vers 1419, mort en 1489, est un homme d’État bernois, avoyer de cette ville au XVe siècle.
Scharnachthal est Mitherr (c'est-à-dire codétenteur) des seigneuries de Wimmis, de Diemtigen et d'Unspunnen et seigneur de Schwanden, Oberhofen et Krattigen. En 1446 il est membre du Grand Conseil. En 1451 il rejoint le Petit Conseil. En 1458 il est avoyer de Thoune et de 1463 à 1472 avoyer de Berne en alternance. Il perd son poste lors de la « querelle des seigneurs justiciers » (Twingherrenstrei) au profit de Peter Kistler.
Il sert à plusieurs reprises comme émissaire, en 1461 lors de la paix avec l'Autriche après la guerre de Thurgovie, en 1466 pour le renouvellement de l'alliance avec la Savoie, en 1474, avec Petermann de Wabern à Dijon. Il sert dans la Guerre de Bourgogne comme officier aux batailles d'Héricourt, de Grandson et de Morat. En 1477, il est victime d'une blessure par la foudre qui le laisse paralysé d'un côté et se retire de ses mandats publics en 1479.

## Source
- (de) Cet article est partiellement ou en totalité issu de l’article de Wikipédia en allemand intitulé « Niklaus von Scharnachthal » (voir la liste des auteurs).